# Algenhaus

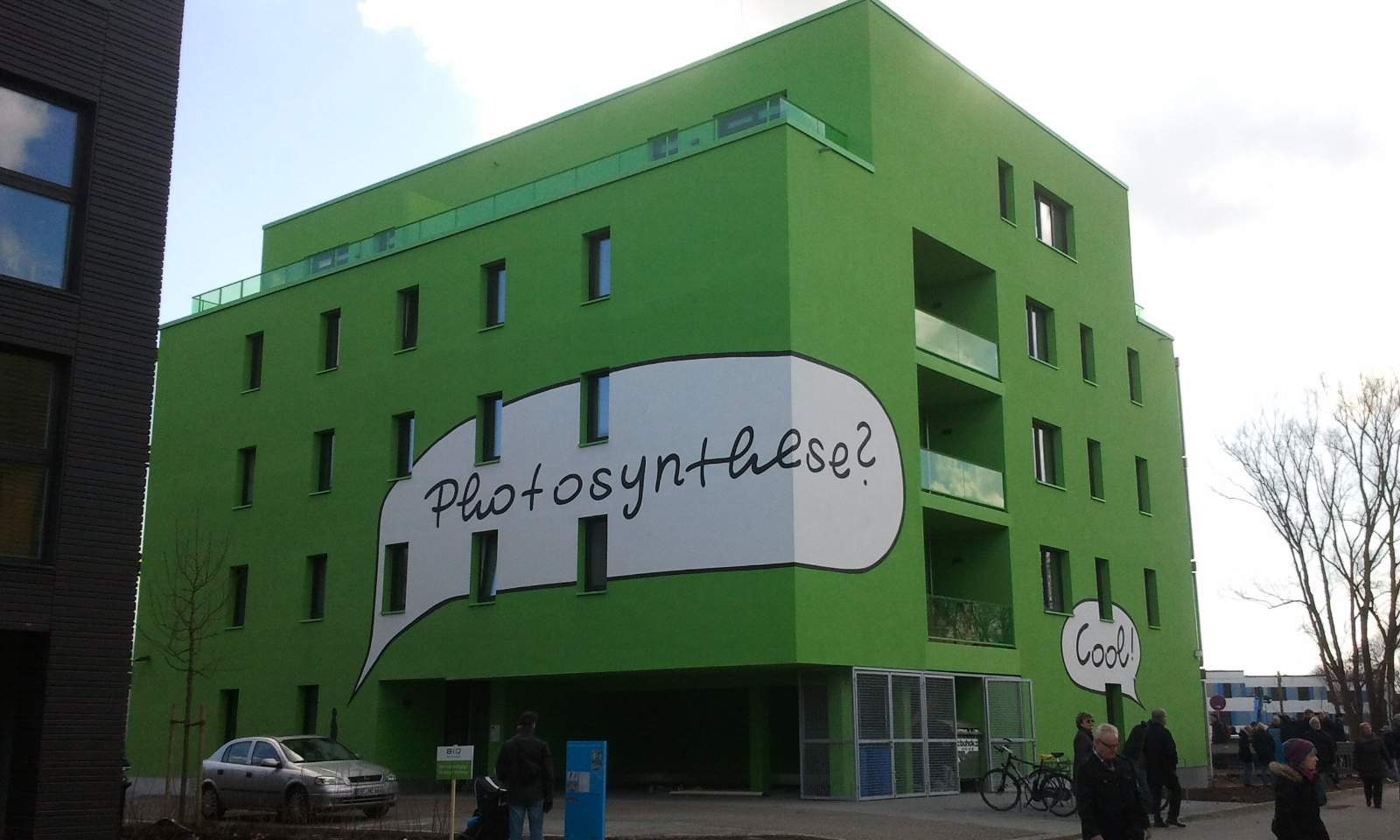
Pohled na zadní část

 Algenhaus (v překladu „Dům řas“ či „Dům z řas“, též známý jako BIQ) je ukázkový projekt mezinárodní architektonické výstavy IBA Hamburg v roce 2013.

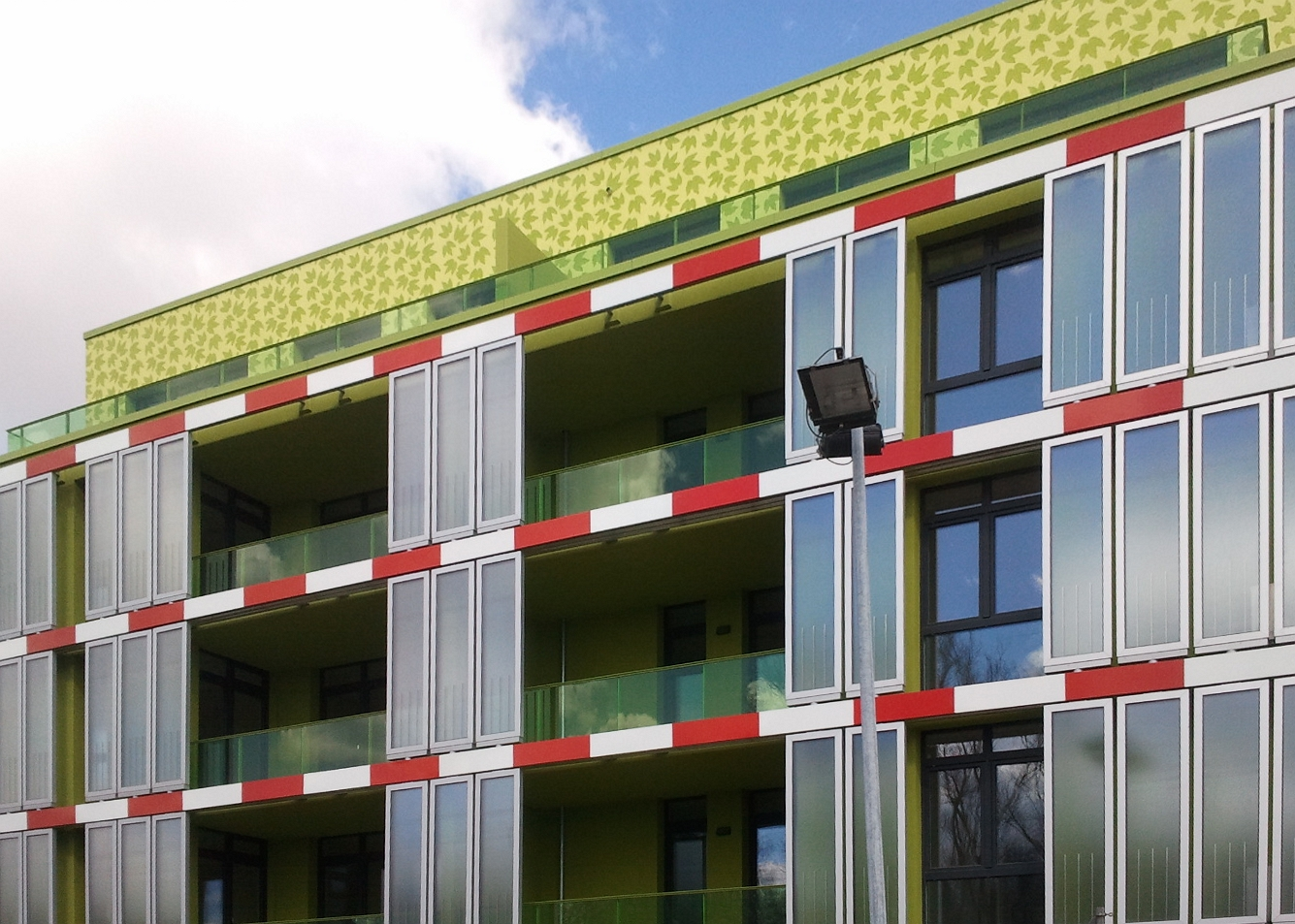
Fotobioreaktorová fasáda Algenhausu v Hamburku

Dům patří k tzv. „Chytrým materiálovým domům“, které mají za pomoci praktických příkladů v rámci IBA ilustrovat možnosti adaptabilních stavebních konstrukcí a konceptů inteligentních stavebních technologií. Kromě Algenhausu řadíme mezi inteligentní materiálové domy IBA rovněž Soft House, Woodcube a budovu „Smart is green“.
Kubickou pětipodlažní obytnou budovu Algenhausu můžeme klasifikovat jako pasivní dům a byla navržena podle návrhu splitterwerkských architektů ze Štýrského Hradce. Zvláštností jsou dvě různě navržená průčelí – jihozápadní a jihovýchodní fasáda, v jejichž skleněných panelových akváriích jsou kultivovány mikrořasy. Tyto, svého druhu na světě první fotobioreaktory integrované ve fasádě domu vyrábějí prostřednictvím fotosyntézy biomasu, která podporuje vytápění budovy a zároveň přispívá k ovládání osvětlení a zatemnění vnitřku budovy. Aby řasy mohly stále růst, je biomasa v neustálém pohybu a fasáda díky proudění mění svou barvu.
Proudění je dosaženo vypouštěním velkých vzduchových bublin zespodu. Fasáda se skládá celkem ze 129 jednotek naplněných 3 500 litry vody. Řasy jsou ze systému odstraněny, jakmile buňky dosáhnou určité hustoty, kterou určí biotechnologická firma SSC, která o projekt pečuje.

## Vytápění budovy
Buňky řas jsou bohaté na bílkovinnou složku - cena 1kg sušiny se odhaduje na cca 30 Euro. Jako substrát k růstu je využito oxidu uhličitého, který je ve spalinách z plynového vytápění domu (15 bytových jednotek). Pokud se reaktory sluncem příliš zahřejí, teplo z nich je využito na ohřev vody pro potřeby obyvatel domu. Výhodou systému jsou nízké ztráty při energetické konverzi - systém dosahuje 48% účinnosti, nevýhodou je jeho nedostatečná spolehlivost, která brání jeho širšímu rozšíření.

## Technologické limitace
Jako problém se ukázala koroze jednotek související s malými rozměry některých přívodních trubek, které se ucpávaly a musely se často pročišťovat. V r. 2014 musel být systém dokonce úplně odstaven kvůli kompletní, finančně náročné rekonstrukci. Během ní došlo ještě k rozšíření - zapojení zařízení na zpracování odpadní vody z bytových jednotek na bioplyn. Zbytková voda byla zas napojena přímo na bioreaktor. Zároveň bylo nainstalováno extrakční zařízení na kontinuální sklizeň řas i během plného provozu budovy. Přestavba byla dokončena r. 2016 a na jaře 2017 běžela bez větších problémů. Tvůrci by v budoucnu rádi aplikovali své získané know-how především na větších objektech.